# 亚美尼亚人种

亞美尼亞人種。
《Man, Past and Present》(1899年)，Augustus H. Keane著。

亚美尼亚人种，是高加索人种的分支。

## 起源
美国一个人类学者说他们与第拿里人种很相似，唯一不同的是因为他们与地中海人种，阿尔卑斯人种混血所以膚色較深。
由小亚细亚，高加索至印度也有他们。他们特点是高大、强壮、黑发（少数金发）、黑眼或棕眼、多鬚。主要代表是亚美尼亚人、阿塞拜疆人与格鲁吉亚人。